# Žirmūnai-Brücke

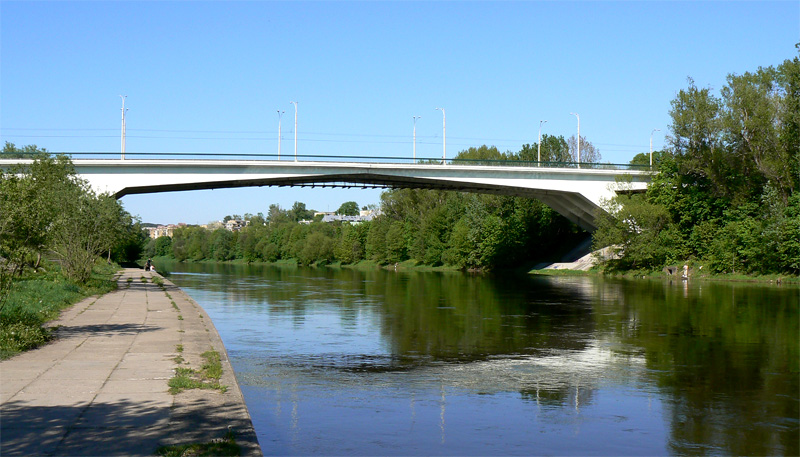
Brücke Žirmūnai

Die Brücke Žirmūnai (lit. Žirmūnų tiltas) ist eine Brücke in der litauischen Hauptstadt Vilnius. Sie ist eine Auslegerbrücke und befindet sich in den Stadtteilen Antakalnis und Žirmūnai, bei der St.-Peter-und-Paul-Kirche.
Die Länge der Brücke beträgt 210,4 m, die Breite 20,8 m und die Höhe 18 m. Die Brücke ist in drei Teile geteilt, der zentrale Teil ist 100 Meter lang. Die Brücke hat sechs Transportspuren und zwei Gehsteige und wird auch von Fußgängern benutzt. Der Fluss Neris macht an diesem Ort einen starken Bogen  und das rechte Ufer ist acht Meter höher, deshalb wurde die asymmetrische Konstruktion entworfen.

## Geschichte
Die 1966 erbaute Brücke wurde vom sowjetischen Leningrad-Institut „Lenpromtransprojekt“ im Auftrag der Brückenbauverwaltung Vilnius (Vilniaus tiltų statybos valdyba) in Sowjetlitauen projektiert.
1971 wurden Autoren und Bauherren für das Brückenprojekt mit dem Preis des Ministerrates der UdSSR ausgezeichnet.
Seit 1996 wird die Brücke als ein Kulturdenkmal vom Staat geschützt.
2010 wurde die hängende Skulptur „Royal Apple“ (Autor K. Vildžiūnas) unter der Brücke einmontiert.